# Diego Monroy y Aguilera
Diego Monroy y Aguilera (Baena, 1786-Córdoba, 1856) fue un pintor español.

## Biografía

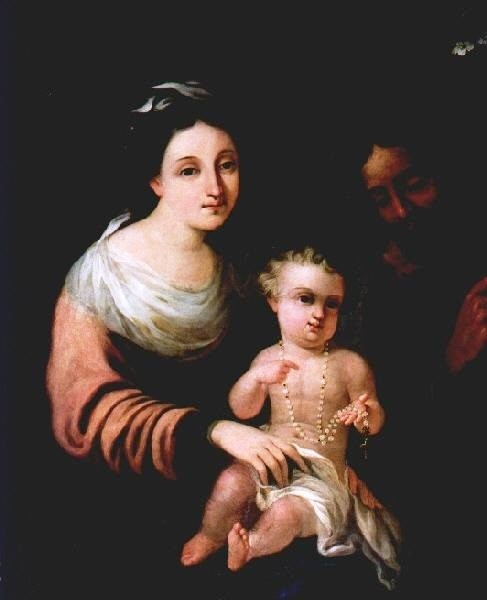
Sagrada Familia (Museo de Bellas Artes de Córdoba)

Pintor natural de la localidad cordobesa de Baena, nació el 12 de abril de 1786. Era hijo de Antonio María Monroy, pintor acreditado en su provincia, y de Juana Aguilera y Aguayo. Estudió los primeros rudimentos de su arte con su padre; pero pensionado luego para completar sus estudios en Madrid, prosiguió sus tareas en la Real Academia de San Fernando, bajo la dirección de Maella. En 1818 fue agraciado por el rey francés con la condecoración de la Flor de Lis de Francia; el año siguiente, en 19 de septiembre, fue nombrado académico de mérito de la de San Fernando, y algo más tarde obtuvo los honores de pintor de cámara; pero decidido a volverse a Córdoba, se ocupó de la enseñanza de dibujo en el Colegio de la Asunción.
Ossorio y Bernard recoge en su Galería biográfica de artistas españoles del siglo XIX cómo uno de sus panegiristas en el Semanario Pintoresco Español habría escrito de Monroy que:

El estilo de Monroy hasta 1851 era muy semejante al de Maella; pero desde esta fecha ha tenido un cambio ventajoso. Habiendo logrado reunir á fuerza de diligencia y perseverancia una abundante colección de cuadros de las antiguas escuelas sevillana y cordobesa, se ha consagrado á estudiarlas con excelentes originales, llegando á costa de trabajo y observación á formarse una manera particular que se confunde á veces con las fuentes puras de donde ha bebido, recordándola siempre. Por esta circunstancia son muy estimados sus lienzos de esta época, siendo muy raras en Córdoba las casas de las personas de buen gusto en que no se vea alguno de ellos.»

Entre sus obras se encontraron una miniatura de La Magdalena, que se conservaba en los salones de la Academia de San Fernando; La Sacra Familia, cuadrito de cortas dimensiones que figuró en la Exposición Nacional de Bellas Artes de 1843 y le valió ser nombrado caballero de la Orden de Carlos III; La aparición de Nuestra Señora al Rey San Fernando en la conquista de Córdoba, y Un niño Jesús meditando sobre la redención del mundo, que figuraron en la de 1856.
En Córdoba pintó en la parte superior de uno de los órganos de la catedral una imagen de Santa Cecilia, La prisión de Jesús y La oración del huerto para la capilla del Sagrario de la parroquia de San Miguel, y La Anunciación, La visitación de Nuestra Señora y La Virgen y el Niño Jesús para la de San Nicolás de dicha población. Falleció en el 16 de agosto de 1856 en Córdoba.